# El hombre ilustrado
El hombre ilustrado —en inglés: The Illustrated Man— es un libro de 1951 de dieciocho cuentos de ciencia ficción escritos por Ray Bradbury, los cuales exploran la naturaleza de la humanidad. Un tema recurrente a lo largo de las dieciocho historias es el conflicto de los fríos mecanismos tecnológicos y la psicología de la gente. Fue nominado para el International Fantasy Award en 1952.
Estas historias diferentes se unen con la figura que enmarca "El hombre ilustrado", un vagabundo con su cuerpo enteramente tatuado  a quien el narrador del libro, que permanece anónimo, conoce. Estos tatuajes fueron hechos en teoría por una mujer viajera del tiempo, son animados y cada uno cuenta una historia diferente. Así, el relato de "El hombre ilustrado", prólogo y epílogo de la obra, sirve como la narración marco para todos los cuentos. Todas, excepto una de las historias, habían sido publicadas previamente, aunque para la publicación del libro Bradbury revisó algunos de los textos.
La novela se adaptó como película en 1969 contando con Rod Steiger y Claire Bloom como protagonistas. El guion fue realizado por Howard B. Kreitsek y fue dirigida por Jack Smight. 
Ray Bradbury reutilizó el concepto de "El hombre ilustrado" como un personaje antagonista en la novela La feria de las tinieblas (1962) (título original en inglés: Something Wicked This Way Comes, literalmente «Algo malo está por suceder») donde los tatuajes representan las almas pecaminosas de las víctimas de un misterioso carnaval. 
Diversas historias de la novela, como "La pradera", "El zorro y el bosque", "Marionetas S.A." y "La hora cero" fueron interpretadas para la radionovela X Minus One de 1955-57. "La pradera", "El mezclador de cemento", "La larga lluvia", "La hora cero" y "Marionetas S. A." fueron adaptadas para la serie de televisión The Ray Bradbury Theater.

## Contenido
Las ediciones estadounidenses incluyen dieciocho historias, además del prólogo y el epílogo. La edición británica, publicada por primera vez en 1952, omite "El cohete", "Globos de fuego", "Los exilios" y "El mezclador de cemento", y agrega "Usher II" de Crónicas Marcianas y "El parque de juegos".
A continuación se reseñan las dieciocho historias de la edición original estadounidense.
"La pradera"Dos padres utilizan un “cuarto de juegos artificial” para mantener a sus niños felices. Los niños utilizan el cuarto de niños de alta tecnología de la simulación para crear una pradera africana, que resulta ser un ambiente predador sádico. El problema empieza cuando los padres desean cerrar el cuarto.
"Calidoscopio"Un grupo de astronautas quedan varados en el espacio exterior debido a un mal funcionamiento en su nave. La historia ilustra los pensamientos finales de los astronautas mientras salen despegados cual meteoritos hacia diversos cuerpos o planetas. En esta última charla, el narrador se da cuenta de que no consiguió ningún logro en su vida. Por último, el narrador es incinerado mientras es atraído por la atmósfera del planeta Tierra. A su vez, un niño de Illinois cree ver una estrella fugaz y pide un deseo.
"El otro pie"Marte ha sido colonizado exclusivamente por negros. Cuando se dan cuenta de que un cohete está viniendo de la Tierra con viajeros blancos, instituyen un sistema inverso al de Jim Crow de segregación racial, en el cual la gente blanca deba ser considerada como ciudadanos de segunda clase, en venganza por los crímenes cometidos por los blancos contra su propia raza. Cuando el cohete aterriza, los viajeros les explican que la mayor parte de la Tierra ha sido destruida en una guerra y piden su ayuda. La gente se da cuenta entonces de que la discriminación es dañina en todas sus formas y desisten de sus planes de nueva segregación.
"La autopista"Una comunidad de personas sencillas que vive cerca de una autopista rural en México continúa con sus apacibles vidas mientras la carretera se llena de gente que huye de una guerra nuclear. La historia termina con algunos viajeros que hablan sobre la guerra nuclear y de cómo el mundo se termina. Después de que los viajeros se hayan ido, los residentes confusos se preguntan qué significa “el mundo”, y continúan con su vida.
"El hombre"En este cuento, un grupo de exploradores del espacio aterriza en un planeta para descubrir que la población vive en un estado permanente de felicidad. Tras una investigación descubren que un visitante misterioso vino a ellos. La descripción del mismo conduce a dos astronautas a creer que este hombre es Jesús (aunque nunca lo nombran, por lo que cabe la posibilidad de que se trate de otro personaje religioso). Uno de ellos decide pasar el resto de sus días en el planeta, disfrutando de aquel estado de perfección humana en el que estaba . El otro continúa en su nave espacial, persiguiendo al hombre misterioso, siempre un paso detrás de él, nunca lo bastante rápido como para acercarse. Otros miembros del equipo deciden permanecer en el planeta para aprender de los ciudadanos felices y son recompensados con el descubrimiento de que “él” sigue en el planeta.
"La larga lluvia"Un grupo de astronautas se encuentra en Venus, donde llueve torrencialmente y sin cesar. Los viajeros se abren camino a través del paisaje venusiano tratando de encontrar una “Bóveda de Sol”, un refugio con una fuente de luz artificial. Cuando alcanzan una primera bóveda del sol, esta se encuentra destruida, así que deben proseguir su camino. La historia cuenta cómo los miembros del grupo pierden uno a uno la cordura, y cada uno de ellos es conducido al suicidio por el ritmo implacable de la lluvia. Solo uno logra salvarse, hallando finalmente una "Bóveda del Sol".
"El hombre del cohete"El trabajo de un astronauta le obliga a estar lejos del hogar durante largos periodos de tiempo, así que tiene pocas oportunidades para estar con su mujer y ayudar a criar a su hijo. Esta historia se cuenta desde la perspectiva del hijo, que también tiene interés en convertirse en astronauta. Al comprender que su mujer es infeliz, el astronauta le promete a su hijo que abandonará su trabajo después de la próxima misión. Lamentablemente, el niño y su madre se enteran poco después de que la nave espacial de su padre se ha estrellado contra el Sol, por lo que ambos deciden no salir nunca más de casa durante el día, como gesto de recuerdo hacia él. Esta historia sirvió como inspiración para la canción popular Rocket Man (El hombre del cohete) de 1972 de Elton John, y para la canción del mismo título del grupo Pearls Before Swine.
"Globos de fuego"Un grupo de sacerdotes viajan a Marte para actuar como misioneros para los marcianos. Una vez allí, descubren que los nativos en realidad son entidades de energía pura. Como carecen de forma corpórea, no son capaces de cometer pecado, y por lo tanto no necesitan redención.
"La última noche del mundo"En esta historia, el planeta entero despierta con la noticia de que el mundo va a terminarse esa misma tarde. Sin embargo, siguen con sus rutinas normales de ir a trabajar, comer, cepillarse los dientes e irse a dormir, sabiendo que no despertarán. Esta actitud contrasta fuertemente con los saqueos y las revueltas esperados típicamente en estas situaciones.
"Los exilios"Numerosos libros están siendo quemados en la Tierra. Mientras tanto, una serie de personajes de ficción se exilia a Marte para intentar escapar de la destrucción. Sin embargo, cuando todos los libros sobre determinado personaje son quemados, el personaje mismo se desvanece. Cuando estos personajes se enteran de que una nave espacial viene de la Tierra para acabar con ellos, se organizan y preparan un contraataque. Sin embargo, son vencidos por los astronautas cuando los últimos libros son destruidos.
"Ninguna noche o mañana particular"Dos hombres discuten sobre lo frío y vacío que es el espacio. El primero de ellos comenta obsesivamente cómo en el espacio no hay nada seguro, ni siquiera hay noche o amanecer. Se muestra escéptico con la realidad y se niega a creer nada que no haya experimentado personalmente. Más tarde, terminada ya la conversación, el segundo hombre recibe el aviso de que alguien ha abandonado la nave: se trata del primer hombre, que sigue hablando consigo mismo antes de morir por haber salido al espacio exterior para "experimentarlo por sí mismo".
"El zorro y el bosque"Cuando una pareja del futuro se cansa de las guerras que pueblan la vida moderna, decide irse de vacaciones al pasado con la ayuda de una compañía llamada “Viaje en el tiempo S.A.”. Así, viajan a México en 1938, pero son perseguidos por un agente del gobierno que los obliga a regresar al 2155.
"El visitante"Esta historia ocurre en Marte, que se utiliza como zona de cuarentena para gente con enfermedades mortales. Un día, el planeta es visitado por un misterioso hombre de dieciocho años que tiene la capacidad de realizar transferencias de pensamiento y telepatía. Los exiliados en el planeta se emocionan con su capacidad, y estalla una lucha violenta para decidir quién conseguirá pasar más tiempo con el visitante. En la lucha, matan al hombre joven y la posibilidad de escape que él les proporcionaba se pierde para siempre. Sin embargo, a lo largo de la historia se deja abierta la posibilidad de que sea el propio hombre misterioso quien esté manipulando las mentes de los exiliados, provocando él mismo las revueltas y fingiendo su muerte después.
"El mezclador de cemento"Los marcianos se preparan para invadir la Tierra. Sin embargo, un marciano, Ettil Vrye, ha estado leyendo libros de la Tierra que representaban invasiones similares, que terminaban siempre en derrota “por un hombre joven, generalmente delgado, generalmente solo, generalmente irlandés, llamado Mick o Rick, o Jick o Bannon.” Lo fuerzan a participar de todos modos, pero la flota marciana entera se sorprende al descubrir que la Tierra se ha rendido y acepta a los marcianos como sus vencedores. Ettil, sin embargo, sigue sospechando, ya que encuentra la situación inquietante. Un cineasta llamado Rick se le acerca y le ofrece hacer una película sobre la invasión que muestra a los marcianos como seres poco civilizados. Ettil se da cuenta entonces de que Rick (y los valores que representa) significarán el final de la civilización marciana.
"Marionetas S. A."Un hombre casado compra un robot realista para que actúe como su sustituto, de manera que no tenga que lidiar con su esposa. Este hombre le habla del robot a un amigo y cuando este amigo decide sacar dinero para comprar un robot descubre que su esposa ya se lo había gastado comprando uno, por lo que el hombre había estado viviendo con un robot desde hace tiempo.
"La ciudad"Un cohete de la Tierra aterriza en un planeta desconocido, donde encuentran lo que parece una ciudad desierta. A medida que los seres humanos comienzan a explorar, se dan cuenta de que la ciudad no está tan vacía como parecía: la ciudad esperaba la llegada de seres humanos. Se trataba del plan de contingencia de una civilización muerta hacía mucho tiempo, preparado para vengarse de la humanidad después de que su cultura fuera barrida con las armas biológicas de los seres humanos. Una vez que la ciudad captura y mata a los astronautas, los cadáveres de los seres humanos se utilizan como autómatas para concluir la venganza de los creadores de la ciudad: un ataque biológico contra la Tierra.
"La hora cero"Los niños de todo el país están profundamente implicados en un juego emocionante que llaman la 'Invasión'. Los padres piensan que es un juego entrañable hasta que descubren que la invasión es cierta, y que los extraterrestres están utilizando a los niños para ayudarles a conseguir el control de la Tierra.
"El cohete"Fiorello Bodoni es el dueño de un deshuesadero que, a pesar de su pobreza, ha ahorrado 3000 dólares para comprar una nueva máquina, pero al avanzar la tecnología desea gastar el dinero para satisfacer su sueño: enviar a un miembro de su familia en un viaje al espacio exterior. A su familia, sin embargo, le resulta imposible elegir quién irá, porque los que se queden en tierra envidiarán inevitablemente al elegido para el resto de sus vidas. Entonces, Bodoni utiliza el dinero para construir un cohete, siguiendo el modelo de una vieja maqueta, y se lleva a todos sus niños en el viaje de sus vidas.

## Recepción
Boucher y McComas le dieron al El hombre ilustrado una crítica agridulce, que critica la historia que enmarca como "notoriamente ineficaz" y la selección de las historia para parecer "menos que sabiamente elegido". Sin embargo, se encontraron con las mejores historias "proporcionan una fiesta [de] las mejores tradiciones de la ficción imaginativa" y más tarde lo denominaron entre los libros principales del año. Villiers Gerson, revisando el volumen de Astounding Science Fiction, lo elogió como "un libro que demuestra que su autor es uno de los escritores más alfabetizados y pintorescos de la ciencia ficción actual". En The New York Times, Gerson también elogió el libro de sus "personas tridimensionales con quien es fácil simpatizar, a odiar, y admirar".

## Adaptaciones a otros medios

### The Ilustrated Man (película de 1969)
La adaptación de la novela El hombre ilustrado fue llevada al cine en 1969. Fue dirigida por Jack Smight y protagonizada por Rod Steiger, Clarie Bloom y otros, incluyendo Don Dubbins. La película contiene adaptaciones de las historias "La pradera", "La larga lluvia", "La última noche del mundo" y expande el prólogo y el epílogo con flashbacks y escenas intermitentes que muestran la razón de ser de las ilustraciones. Un documental titulado Tattooed Steiger, detalla el proceso llevado a cabo por los realizadores para cubrir el cuerpo de Rod Steiger de tatuajes falsos además de la preparación de otros aspectos de la película.

### Álbum musical de 2008
Samuel Otten realizó una adaptación musical para acompañar la lectura de las historias.

### Influencia enDark Star, 1974
El relato "Caleidoscopio" inspiró la película de ciencia ficción Dark Star (1974), escrita, dirigida y producida por John Carpenter y cuya escena final es similar a la del relato de Bradbury. 

### Influencia enThe Dark Side of the Moon, 2010
La adaptación al teatro del relato "Caleidoscopio" refiere su título al álbum The Dark Side Of The Moon (en español: El lado oscuro de la luna) del grupo británico Pink Floyd. Esta adaptación fue producida por la compañía de teatro suiza Stern-Theater. El guion teatral fue escrito por Daniel Rohr y la primera actuación en público se llevó a cabo en el Teatro Rigiblick de Zúrich (Suiza) el 6 de febrero de 2010. La música de la obra incluye un uso creativo de cuarteto de cuerda y piano.

### BBC Radio, 2014
Una adaptación radial fue transmitida en la BBC Radio 4 el 14 de junio de 2014, como parte de la serie Visiones Peligrosas adaptada por Brian Sibley, dirigida por Gemma Jenkins y protagonizada por Iain Glen como "El hombre ilustrado" y Jamie Parker como "La Juventud". Los cuentos adaptados para esta producción fueron "Marionetas, Inc.", "Hora Cero" y "Caleidoscopio".

### Película en desarrollo
El director Zack Snyder está ligado a la dirección, al menos en parte, de la adaptación de tres historias de la novela: "El hombre Ilustrado", "La pradera" y "El mezclador de cemento". Los guiones serán escritos por Alex Tse.

### Serie de televisiónThe Whispers("Susurros")
The Whispers ("Los Susurros") fue una serie de televisión estadounidense basada en el cuento "Hora Cero".